# Хорольське реальне училище
Хорольське реальне училище — середній навчальний заклад в Хоролі, що існував у 1908—1919 роках.

## Історія
Засноване в 1908 р. у складі перших двох класів. З 1909 р. рахувалося приватним міським реальним училищем, трикласним з приготовчим класом. Мало 7 класів з одним підготовчим. Містилося у власному приміщенні.
1913 року в училищі навчалося 215 учнів, 1915 року — 290, 1917 року — 337 учнів, у тому числі 52 — діти селян, 120 — козаків, 82 — міщан і цехових, 24 — почесних громадян і купців, 10 — духовенства, 33 — особистих дворян і чиновників, 16 — родових дворян.
Утримувалося за рахунок держави, губернського і повітового земств та плати за навчання. Працювало 19 вчителів — випускники Київського і Новоросійського університетів, Ніжинського історико-філологічного інституту. Було організоване позакласне навчання з математики, фізики, діяли фізико-математичний гурток для учнів старших класів, метеорологічна станція, обсерваторія. Мало 13 учнівських квартир. Припинило існування 1919 р.

## Керівний і викладацький склад
Перший директор — Чемолосов Сергій Степанович. У 1909 р. завідував Микола Дмитрович Разінкін. З 1912 р. директор — Чемолосов, громадський інспектор — колезький ассесор Микола Дмитрович Разінкін. Законовчитель-священник — Никанор Васильович Букшований. Викладачі: математики і фізики — статський радник Петро Васильович Блиновський, російської мови — Євген Арсентійович Ткаченко-Петренко, математики — Семен Харитонович Харченко, німецької і французької мов — Віра Михайлівна Мягкова, Ядвіга Фрідріхівна Бистрова, історії — Сергій Михайлович Скобцов (природничої історії), історії — Євген Васильович Баталін, малювання і чистописання — колезький ассесор, пізніше надвірний радник Василь Михайлович Маковський, співів — Володимир Миколайович Інтельман, гімнастики — Василь Іванович Надєєнко, вчителька підготовчого класу — Валентина Іванівна Разінкіна. Помічник класного наставника — Василь Іванович Надєєнко, письмоводитель (діловод) — Володимир Степанович Цишкевич, лікар — Михайло Тимофійович Полонський.

## Випускники
- У 1912 році Хорольське реальне училище закінчив Михайль Семенко[1] — сновоположник і теоретик українського футуризму.
- Угніч Олексій Юхимович — український військовослужбовець, підполковник Армії УНР.